# Estats dels Estats Units d'Amèrica per ordre d'admissió a la Unió

Ordre en què els 13 estats originals van ratificar la Constitució de 1787, i després l'ordre en què els altres estats van ser admesos a la Unió.

Un estat dels Estats Units d'Amèrica és una de les 50 entitats constituents que comparteix la seva sobirania amb el govern federal. Els estatunidencs són ciutadans tant de la república federal com de l'estat on resideixen, a causa de la sobirania compartida entre cada estat i el govern federal. Kentucky, Massachusetts, Pennsilvània i Virgínia utilitzen el terme Commonwealth en lloc d'estat en els seus noms oficials complets.
Els Estats són les principals subdivisions dels Estats Units. Tenen tots els poders no atorgats al govern federal, ni prohibits per la Constitució dels Estats Units. En general, els governs estatals tenen el poder de regular qüestions d'interès local, com ara la regulació del comerç intraestatal, la convocatòria d'eleccions, la creació de governs locals, la política de les escoles públiques i la construcció i manteniment de carreteres no federals. Cada estat té la seva pròpia constitució basada en principis republicans i un govern format per podersexecutiu, legislatiu i judicial.
Tots els estats i els seus residents estan representats al Congrés federal, una legislatura bicameral formada pel Senat i la Cambra de Representants. Cada estat està representat per dos senadors, i almenys un representant, mentre que la mida de la delegació de la Cambra d'un estat depèn de la seva població total, tal com determina el cens decennal més recent constitucionalment obligat. A més, cada estat té dret a seleccionar un nombre d'electors per votar al Col·legi Electoral, l'òrgan que elegeix el president  i el vicepresident dels Estats Units, igual al total de representants i senadors al Congrés d'aquest estat.
L'article IV, secció 3, clàusula 1 de la Constitució atorga al Congrés l'autoritat per admetre nous estats a la Unió. Des de l'establiment dels Estats Units el 1776, el nombre d'estats s'ha ampliat dels tretze originals als 50 actuals. Cada nou estat ha estat admès en igualtat de condicions amb els estats existents.

## Ordre d'admissió
L'ordre d'admissió dels cinquanta estats que componen els Estats Units d'Amèrica resulta de dos factors principals:
- Els primers 13 es van convertir en estats el juliol de 1776 en acceptar la Declaració d'Independència dels Estats Units d'Amèrica, i cadascun es va unir a la primera Unió d'estats entre 1777 i 1781, en ratificar els articles de la Confederació, la seva primera constitució.[6] (A continuació s'inclou una taula separada que mostra les dates de ratificació dels articles de la Confederació.) Aquests estats es presenten en l'ordre en què cadascun va ratificar la Constitució de 1787 i es va unir als altres en el nou, i actual, govern federal.
- La data d'admissió indicada per als altres 37 Estats que es van adherir posteriorment a la Unió és la data oficial establerta per l'Acta del Congrés com a Estat membre de ple dret.[a]

| State | State              | Data (admissió o ratificació)      | Format a partir de                                           |
| ----- | ------------------ | ---------------------------------- | ------------------------------------------------------------ |
| 1     | Delaware           | 7 desembre 1787 (ratified)         | Colònia de Delaware                                          |
| 2     | Pennsylvania       | 12 desembre 1787 (ratificació)     | Província de Pennsylvania                                    |
| 3     | Nova Jersey        | 18 desembre 1787 (ratificació)     | Província de Nova Jersey                                     |
| 4     | Geòrgia            | 2 gener 1788 (ratificació)         | Província de Geòrgia                                         |
| 5     | Connecticut        | 9 gener 1788 (ratificació)         | Colònia de Connecticut                                       |
| 6     | Massachusetts      | 6 febrer 1788 (ratificació)        | Província de la Badia de Massachusetts                       |
| 7     | Maryland           | 28 abril 1788 (ratificació)        | Província de Maryland                                        |
| 8     | Carolina del Sud   | 23 maig 1788 (ratificació)         | Província de Carolina del Sud                                |
| 9     | Nou Hampshire      | 21 juny 1788 (ratificació)         | Província de Nou Hampshire                                   |
| 10    | Virgínia           | 25 juny 1788 (ratificació)         | Colònia de Virgínia                                          |
| 11    | Nova York          | 26 juliol 1788 (ratificació)       | Província de Nova York                                       |
| 12    | Carolina del Nord  | 21 novembre 1789 (ratificació)     | Província de Carolina del Nord                               |
| 13    | Rhode Island       | 29 maig 1790 (ratificació)         | Colònia de Rhode Island i les plantacions de Providence      |
| 14    | Vermont            | 4 març 1791 (admissió)             | República de Vermont                                         |
| 15    | Kentucky           | 1 juny 1792 (admissió)             | Virgínia (nou comtats en el seu Districte de Kentucky)       |
| 16    | Tennessee          | 1 juny 1796 (admissió)             | Territori del Sud-oest                                       |
| 17    | Ohio               | 1 març 1803 (admissió)             | Territori del Nord-oest (part)                               |
| 18    | Louisiana          | 30 abril 1812 (admissió)           | Territori d'Orleans                                          |
| 19    | Indiana            | 11 desembre 1816(xinès) (admissió) | Territori d'Indiana                                          |
| 20    | Mississippi        | 10 desembre 1817 (admissió)        | Territori del Mississipi                                     |
| 21    | Illinois           | 3 desembre 1818 (admissió)         | Territori d'Illinois (part)                                  |
| 22    | Alabama            | 14 desembre 1819 (admissió)        | Territori d'Alabama                                          |
| 23    | Maine              | 15 març 1820 (admissió)            | Massachusetts (Districte de Maine)                           |
| 24    | Missouri           | 10 agost 1821 (admissió)           | Territori de Missouri (part)                                 |
| 25    | Arkansas           | 15 juny 1836 (admissió)            | Territori d'Arkansas                                         |
| 26    | Michigan           | 26 gener 1837 (admissió)           | Territori de Michigan                                        |
| 27    | Florida            | 3 març 1845 (admissió)             | Territori de Florida                                         |
| 28    | Texas              | 29 desembre 1845 (admissió)        | República de Texas                                           |
| 29    | Iowa               | 28 desembre 1846(xinès) (admissió) | Territori d'Iowa (part)                                      |
| 30    | Wisconsin          | 29 maig 1848 (admissió)            | Territori de Wisconsin (part)                                |
| 31    | Califòrnia         | 9 setembre 1850 (admissió)         | Territori no organitzat / Cessió mexicana (part)             |
| 32    | Minnesota          | 11 maig 1858 (admissió)            | Territori de Minnesota (part)                                |
| 33    | Oregon             | 14 febrer 1859 (admissió)          | Territori d'Oregon (part)                                    |
| 34    | Kansas             | 29 gener 1861 (admissió)           | Territori de Kansas (part)                                   |
| 35    | Virgínia de l'Oest | 20 juny 1863 (admissió)            | Virgínia (50 comtats de la regió de les Muntanyes Allegheny) |
| 36    | Nevada             | 31 octubre 1864 (admissió)         | Territori de Nevada                                          |
| 37    | Nebraska           | 1 març 1867 (admissió)             | Territori de Nebraska                                        |
| 38    | Colorado           | 1 agost 1876 (admissió)            | Territori de Colorado                                        |
| 39    | Dakota del Nord    | 2 novembre 1889 (admissió)         | Territori de Dakota (part)                                   |
| 40    | Dakota del Sud     | 2 novembre 1889 (admissió)         | Territori de Dakota (part)                                   |
| 41    | Montana            | 8 novembre 1889 (admitted)         | Territori de Montana                                         |
| 42    | Washington         | 11 novembre 1889 (admissió)        | Territori de Washington                                      |
| 43    | Idaho              | 3 juliol 1890 (admissió)           | Territori d'Idaho                                            |
| 44    | Wyoming            | 10 juliol 1890 (admissió)          | Territori de Wyoming                                         |
| 45    | Utah               | 4 gener 1896 (admissió)            | Territori de Utah                                            |
| 46    | Oklahoma           | 16 novembre 1907 (admissió)        | Territori d'Oklahoma i Territori Indi                        |
| 47    | Nou Mèxic          | 6 gener 1912 (admissió)            | Territori de Nou Mèxic                                       |
| 48    | Arizona            | 14 febrer 1912 (admissió)          | Territori d'Arizona                                          |
| 49    | Alaska             | 3 gener 1959 (admissió)            | Territori d'Alaska                                           |
| 50    | Hawaii             | 21 agost 1959 (admissió)           | Territori de Hawaii                                          |

## Dates de ratificació dels articles de la Confederació
El Segon Congrés Continental va aprovar els articles de la Confederació per a la ratificació dels estats individuals el 15 de novembre de 1777. Els articles de la Confederació van entrar en vigor l'1 de març de 1781, després de ser ratificats pels tretze estats. El 4 de març de 1789, el govern general definit als Articles va ser substituït pel govern federal segons l'actual Constitució.
| Estat | Estat          | Data             |
| ----- | -------------- | ---------------- |
| 1     | Virgínia       | 16 desembre 1777 |
| 2     | South Carolina | 5 febrer 1778    |
| 3     | New York       | 6 febrer 1778    |
| 4     | Rhode Island   | 9 febrer 1778    |
| 5     | Connecticut    | 12 febrer 1778   |
| 6     | Geòrgia        | 26 febrer 1778   |
| 7     | New Hampshire  | 4 març 1778      |
| 8     | Pennsilvània   | 5 març 1778      |
| 9     | Massachusetts  | 10 març 1778     |
| 10    | North Carolina | 5 abril 1778     |
| 11    | New Jersey     | 19 novembre 1778 |
| 12    | Delaware       | 1 febrer 1779    |
| 13    | Maryland       | 2 febrer 1781    |